# Lijst van rijksmonumenten in Egmond aan Zee
De plaats Egmond aan Zee telt 10 inschrijvingen in het rijksmonumentenregister. Hieronder een overzicht.
| Object                                                                                            | Oorspronkelijke functie? | Bouwjaar  | Architect    | Locatie                   | Coördinaten?                  | Nr.?   | Afbeelding             |
| ------------------------------------------------------------------------------------------------- | ------------------------ | --------- | ------------ | ------------------------- | ----------------------------- | ------ | ---------------------- |
| Hervormde Kerk                                                                                    | Kerk en kerkonderdeel    | 1746      |              | Trompstraat 2             | 52° 37' 8" NB, 4° 37' 38" OL  | 14589  | Meer afbeeldingen      |
| Vuurtoren J.C.J. van Speijk                                                                       | Kust- en oevermarkering  | 1841      | J.D. Zocher  | boulevard ongd            | 52° 37' 8" NB, 4° 37' 18" OL  | 14590  | Meer afbeeldingen      |
| Het koloniehuis, onderdeel van het complex "Koloniehuis Zwartendijk"                              | Gezondheidszorg          | 1910      |              | Zwartendijk 1             | 52° 37' 25" NB, 4° 37' 36" OL | 515966 | Meer afbeeldingen      |
| Het symmetrische (voormalige) ziekenpaviljoen onderdeel van het complex "Koloniehuis Zwartendijk" | Gezondheidszorg          | 1910      |              | Zwartendijk bij 1         | 52° 37' 25" NB, 4° 37' 36" OL | 515967 | Meer afbeeldingen      |
| Bejaardentehuis, onderdeel van het complex "Prins Hendrikstichting"                               | Appartementengebouw      | 1937      |              | Voorstraat 41             | 52° 37' 4" NB, 4° 37' 54" OL  | 515969 | Meer afbeeldingen      |
| Erfscheiding rond het terrein van het complex "Prins Hendrikstichting"                            | Erfscheiding             | 1937      | Kees Elffers | Voorstraat bij 41         | 52° 37' 2" NB, 4° 37' 54" OL  | 515970 | Meer afbeeldingen      |
| Tuin behorend bij het complex "Prins Hendrikstichting"                                            | Tuin, park en plantsoen  | 1937      |              | Voorstraat bij 41         | 52° 37' 2" NB, 4° 37' 54" OL  | 515971 | Meer afbeeldingen      |
| Oud-Katholieke kerk "St. Agnes"                                                                   | Kerk en kerkonderdeel    | 1885      | Willem Raman | Voorstraat 112            | 52° 37' 7" NB, 4° 37' 29" OL  | 515972 | Meer afbeeldingen      |
| Koloniehuis St. Joseph                                                                            | Gezondheidszorg          | 1925/1930 |              | wiardi beckmanlaan, dr 4  | 52° 37' 19" NB, 4° 37' 47" OL | 515974 | Koloniehuis St. Joseph |
| Houten villa "De geveerde kikker" (door brand verwoest)                                           | Woonhuis                 | 1920      | F. Abel      | boulevard, ir de vassy 23 | 52° 37' 20" NB, 4° 37' 19" OL | 515980 | Meer afbeeldingen      |